# Skeleton Crew
Skeleton Crew är Frank Ieros (från My Chemical Romance) och hans fru Jamia Ieros design/skivbolag som bland annat Frank Ieros band Leathermouth och andra band som Hot Like (A) Robot och David Costa är kontrakterade till.